# Acrochaetium
Genre
Synonymes
- Chromastrum Papenfuss, 1945[2]
- Kylinia Rosenvinge, 1909[2]
- Liagorophila Yamada, 1944[2]
- Rhodochortonopsis Yamada, 1944[2]

Acrochaetium est un genre d’algues rouges de la famille des Acrochaetiaceae.

## Liste d'espèces
Selon AlgaeBase (5 mai 2019) :
- Acrochaetium acanthophora Aziz ex Garbary (Statut incertain)
- Acrochaetium actinocladum I.A.Abbott
- Acrochaetium affine M.Howe & Hoyt
- Acrochaetium agardhiellae A.B.Joly & Cordeiro
- Acrochaetium alacranense Aziz ex Garbary (Statut incertain)
- Acrochaetium alariae (Jónsson) Bornet
- Acrochaetium alcyonidiae C.C.Jao (Sans vérification)
- Acrochaetium amahatanum S.Kumano
- Acrochaetium angustum (K.M.Drew) Papenfuss
- Acrochaetium antillarum W.R.Taylor
- Acrochaetium arcuatum (K.M.Drew) C.K.Tseng
- Acrochaetium armoricanum Feldmann
- Acrochaetium arnoldii Weber Bosse
- Acrochaetium attenuatum (Rosenvinge) Hamel
- Acrochaetium avrainvilleae Børgesen
- Acrochaetium bahreinii Børgesen
- Acrochaetium balliae (Stegenga) Stegenga, Bolton & R.J.Anderson
- Acrochaetium balticum (Rosenvinge) Aleem & Schulz
- Acrochaetium barbadense (Vickers) Børgesen
- Acrochaetium battersianum Hamel
- Acrochaetium bengalicum A.K.Islam & A.Aziz
- Acrochaetium blomquistii Aziz
- Acrochaetium boergesenii Schiffner
- Acrochaetium brebneri (Batters) Hamel
- Acrochaetium bulbosa Hamel
- Acrochaetium bulbosum Hamel (Sans vérification)
- Acrochaetium byssaceum (Kützing) Nägeli
- Acrochaetium caesareae Feldmann
- Acrochaetium caespitiforme Børgesen
- Acrochaetium canariense Børgesen
- Acrochaetium candelabrum Børgesen
- Acrochaetium catenulatum M.Howe
- Acrochaetium chaetomorphae (Tanaka & Pham-Hoàng Hô) Heerebout
- Acrochaetium champiae P.Anand
- Acrochaetium cheminii Feldmann (Statut incertain)
- Acrochaetium chondriae Aziz
- Acrochaetium cladestinum (Mont.) Howe (Sans vérification)
- Acrochaetium clandestinum (Montagne) M.Howe
- Acrochaetium colaconemoides Pham-Hoàng Hô
- Acrochaetium collopodum (Rosenvinge) Hamel
- Acrochaetium concavum (F.Schmitz & Heydrich) Setchell & Gardner
- Acrochaetium crassipes (Børgesen) Børgesen
- Acrochaetium curtum Baardseth
- Acrochaetium cymopoliae Børgesen
- Acrochaetium cytophagum (Rosenvinge) Hamel
- Acrochaetium delisea Aziz
- Acrochaetium dictyopteridis Hamel & Hamel-Joukov (Statut incertain)
- Acrochaetium discoideum Børgesen
- Acrochaetium distichosporum E.Y.Dawson, Acleto & Foldvik
- Acrochaetium domerguei Hamel & Hamel-Joukov (Statut incertain)
- Acrochaetium dotyi I.A.Abbott
- Acrochaetium doumerquei Hamel & Hamel-Joukov
- Acrochaetium duboscqii Feldmann
- Acrochaetium dumontiae (Rosenvinge) Hamel
- Acrochaetium dwarkense Børgesen
- Acrochaetium eastwoodiae (Setchell & N.L.Gardner) Papenfuss
- Acrochaetium effusum Levring
- Acrochaetium endozoicum (Darbishire) Batters
- Acrochaetium entophyticum Batters
- Acrochaetium epispiculum A.B.Joly & Cordeiro
- Acrochaetium epizooicum A.A.Aleem
- Acrochaetium erectum Børgesen
- Acrochaetium ernothrix Børgesen
- Acrochaetium extensum Ercegovic
- Acrochaetium fernandezianum (Levring) Papenfuss
- Acrochaetium flexuosum Vickers
- Acrochaetium fuegiense Kylin
- Acrochaetium galaxaurae Aziz
- Acrochaetium globosum Børgesen
- Acrochaetium grande (Levring) Papenfuss
- Acrochaetium grateloupiae E.Y.Dawson
- Acrochaetium hamelii Feldmann
- Acrochaetium hancockii (E.Y.Dawson) Papenfuss
- Acrochaetium hlulekaense Stegenga
- Acrochaetium homorhizum Børgesen
- Acrochaetium hormorhizum Børgesen
- Acrochaetium howei (Yamada) Papenfuss
- Acrochaetium hoytii Collins
- Acrochaetium humile (Rosenvinge) Børgesen
- Acrochaetium hummii Aziz
- Acrochaetium imitator I.A.Abbott
- Acrochaetium immersum (Rosenvinge) Hamel
- Acrochaetium inclusum (Levring) Papenfuss
- Acrochaetium incrassatum Ercegovic
- Acrochaetium indicum Raikwar (Sans vérification)
- Acrochaetium inkyui Y.-P.Lee
- Acrochaetium interpositum (Heydrich) Børgesen
- Acrochaetium irregulare (Reinsch) comb. ined.
- Acrochaetium islamii Aziz
- Acrochaetium iyengarii Børgesen
- Acrochaetium jamaicense V.J.Chapman
- Acrochaetium japonicum Papenfuss
- Acrochaetium krusadii Børgesen
- Acrochaetium kuckuckianum Hamel
- Acrochaetium kurilense (Nagai) Papenfuss
- Acrochaetium kurogii (Y.P.Lee & Lindstrom) Y.P.Lee & I.K.Lee
- Acrochaetium kylinii Hamel
- Acrochaetium kylinioides Feldmann
- Acrochaetium laminariae Feldmann (Statut incertain)
- Acrochaetium lauterbachii (F.Schmitz & Heydrich) Hamel
- Acrochaetium laxum I.A.Abbott
- Acrochaetium leptonemoides Levring
- Acrochaetium levringii Papenfuss
- Acrochaetium liagorae Børgesen
- Acrochaetium liagoraefilum Børgesen
- Acrochaetium liagoroides Børgesen
- Acrochaetium lorrain-smithiae (Lyle) L.Newton
- Acrochaetium luxurians (J.Agardh ex Kützing) Nägeli
- Acrochaetium macropoda P.J.L.Dangeard
- Acrochaetium macropus Kylin
- Acrochaetium macula (Rosenvinge) Hamel
- Acrochaetium madinae Hamel & Hamel-Joukov
- Acrochaetium madininae Hamel & Hamel-Joukov (Statut incertain)
- Acrochaetium mahumetanum Hamel
- Acrochaetium maluinum Hamel (Statut incertain)
- Acrochaetium manorense P.Anand
- Acrochaetium mauritianum Børgesen
- Acrochaetium mediterraneum (Levring) Athanasiadis
- Acrochaetium microfilum C.-C.Jao
- Acrochaetium microscopicum (Nägeli ex Kützing) Nägeli
- Acrochaetium minutum (Suhr) Hamel
- Acrochaetium molinieri Coppejans & Boudouresque
- Acrochaetium molle (Pilger) Hamel
- Acrochaetium moniliforme (Rosenvinge) Børgesen
- Acrochaetium multisporum Børgesen
- Acrochaetium netrocarpum Børgesen
- Acrochaetium nitidulum I.A.Abbott
- Acrochaetium nitophyllii (Levring) Papenfuss
- Acrochaetium nurulislamii A.Aziz & S.Islam
- Acrochaetium opetigenum Børgesen
- Acrochaetium pacificum Kylin
- Acrochaetium pallens (Zanardini) Nägeli
- Acrochaetium papenfussii I.A.Abbott
- Acrochaetium parvulum (Kylin) Hoyt
- Acrochaetium phacelorhizum Børgesen
- Acrochaetium phuquocense Pham Hoàng H? (Sans vérification)
- Acrochaetium phuquocensis Pham-Hoàng Hô
- Acrochaetium plumosum (K.M.Drew) G.M.Smith
- Acrochaetium polysporum M.Howe
- Acrochaetium pseudoerectum Pham-Hoàng Hô
- Acrochaetium pubes (Agardh) Nägeli (Sans vérification)
- Acrochaetium pulchellum Børgesen
- Acrochaetium pulvereum Nägeli (Statut incertain)
- Acrochaetium pulvinatum Levring
- Acrochaetium pusillum Feldmann (Statut incertain)
- Acrochaetium radians Hamel
- Acrochaetium ralfsiae Børgesen
- Acrochaetium reductum (Rosenvinge) Hamel
- Acrochaetium reniforme Aziz
- Acrochaetium repens Børgesen
- Acrochaetium rongelapense I.A.Abbott
- Acrochaetium roseolum (Crouan) Nägeli
- Acrochaetium ryukyuense (Nakamura) Papenfuss
- Acrochaetium sagraeanum (Montagne) Bornet
- Acrochaetium sanctae-mariae (Darbishire) Hamel
- Acrochaetium sancti-thomae Børgesen
- Acrochaetium sargassicaulinum Noda
- Acrochaetium scapae (Lyle) Papenfuss
- Acrochaetium secundatum (Lyngbye) Nägeli (espèce type)
- Acrochaetium seiriolanum (Harvey-Gibson) Hamel
- Acrochaetium seriasporum (E.Y.Dawson) J.N.Norris
- Acrochaetium sertulariae Jaasund
- Acrochaetium sessile (Nakamura) Y.-P.Lee
- Acrochaetium sparsum (Harvey) Nägeli
- Acrochaetium spathoglossi Børgesen
- Acrochaetium spermatochni J.Feldmann
- Acrochaetium spongicola Weber Bosse
- Acrochaetium stilophorae (Levring) Kylin
- Acrochaetium stypopodiae Aziz
- Acrochaetium subpinnatum Bornet ex Hamel
- Acrochaetium subseriatum Børgesen
- Acrochaetium subsimplex Levring
- Acrochaetium tenuissimum (Collins) Papenfuss
- Acrochaetium terminale (Nakamura) Y.-P.Lee
- Acrochaetium trichogloeae Børgesen
- Acrochaetium trifilum (Buffham) Batters
- Acrochaetium tuticorinense Børgesen
- Acrochaetium unifilum C.-C.Jao
- Acrochaetium unipes Børgesen
- Acrochaetium vinculoides (Heydrich) Okamura

Selon BioLib (5 mai 2019) et ITIS (5 mai 2019) :
- Acrochaetium alcyonidii
- Acrochaetium amphiroae Drew
- Acrochaetium antillarum W. Taylor
- Acrochaetium arcuatum (Drew) Tseng
- Acrochaetium barbadense Vick.
- Acrochaetium bornetii
- Acrochaetium botryocarpa
- Acrochaetium catenulatum
- Acrochaetium coccineum (Drew) Papenfuss
- Acrochaetium codiculum
- Acrochaetium dasyae
- Acrochaetium daviesii Dillw.
- Acrochaetium desmarestiae Kyl.
- Acrochaetium eastwoodae
- Acrochaetium flexuosum
- Acrochaetium hallandica
- Acrochaetium hancocki
- Acrochaetium leptonema
- Acrochaetium liagorae
- Acrochaetium macounii
- Acrochaetium microscopicum Kütz.
- Acrochaetium obscurum
- Acrochaetium pacificum Kyl.
- Acrochaetium pectinatum Kyl.
- Acrochaetium penetrale
- Acrochaetium porphyrae Drew
- Acrochaetium radiatum
- Acrochaetium rhizoideum Drew
- Acrochaetium savianum
- Acrochaetium spiculiphilum
- Acrochaetium subimmersum S. & G.
- Acrochaetium tenuissimum Coll.
- Acrochaetium thuretii Born.
- Acrochaetium trichogloeae
- Acrochaetium trifilum
- Acrochaetium vagum Drew
- Acrochaetium variabile
- Acrochaetium virgatulum

Selon World Register of Marine Species (5 mai 2019) :
- Acrochaetium acanthophora Aziz ex Garbary, 1987
- Acrochaetium actinocladum I.A.Abbott, 1962
- Acrochaetium affine M.A.Howe & Hoyt, 1916
- Acrochaetium agardhiellae A.B.Joly & Cordeiro, 1963
- Acrochaetium alacranense Aziz ex Garbary, 1987
- Acrochaetium alariae (Jónsson) Bornet, 1904
- Acrochaetium alcyonidiae C.C.Jao
- Acrochaetium amahatanum S.Kumano, 1978
- Acrochaetium angustum (K.M.Drew) Papenfuss, 1945
- Acrochaetium antillarum W.R.Taylor, 1942
- Acrochaetium arcuatum (K.M.Drew) C.K.Tseng, 1945
- Acrochaetium armoricanum Feldmann, 1954
- Acrochaetium armoricum Feldmann, 1954
- Acrochaetium arnoldii Weber-van Bosse, 1921
- Acrochaetium attenuatum (Rosenvinge) G.Hamel, 1927
- Acrochaetium avrainvilleae Børgesen, 1915
- Acrochaetium bahreinii Børgesen, 1939
- Acrochaetium balliae (Stegenga) Stegenga, Bolton & R.J.Anderson, 1997
- Acrochaetium balticum (Rosenvinge) Aleem & Schulz, 1952
- Acrochaetium barbadense (Vickers) Børgesen, 1915
- Acrochaetium barbadensis (Vickers) Borgesen, 1915
- Acrochaetium battersianum G.Hamel, 1927
- Acrochaetium bengalicum Islam & Aziz, 1987
- Acrochaetium blomquistii Aziz, 1965
- Acrochaetium boergesenii Schiffner, 1931
- Acrochaetium brebneri (Batters) G.Hamel, 1928
- Acrochaetium brebneri (Batters) Stegenga, 1985
- Acrochaetium bulbosa G.Hamel, 1927
- Acrochaetium bulbosum Hamel
- Acrochaetium byssaceum (Kützing) Nägeli, 1862
- Acrochaetium caesareae Feldmann, 1931
- Acrochaetium caespitiforme Børgesen, 1920
- Acrochaetium callopodum (Rosenvinge) Hamel
- Acrochaetium canariense Børgesen, 1927
- Acrochaetium candelabrum Børgesen, 1942
- Acrochaetium carneum J.Agardh
- Acrochaetium catenulatum M.A.Howe, 1914
- Acrochaetium chaetomorphae (T.Tanaka & Pham-Hoàng Hô) Heerebout, 1968
- Acrochaetium champiae P.Anand, 1943
- Acrochaetium cheminii Feldmann, 1954
- Acrochaetium chondriae Aziz, 1965
- Acrochaetium cladestinum (Mont.) Howe
- Acrochaetium clandestinum (Montagne) M.A.Howe, 1914
- Acrochaetium colaconemoides Pham-Hoàng Hô, 1969
- Acrochaetium collopodum (Rosenvinge) G.Hamel, 1927
- Acrochaetium concavum (F.Schmitz & Heydrich) Setchell & Gardner
- Acrochaetium crassipes (Børgesen) Børgesen, 1915
- Acrochaetium curtum Baardseth, 1941
- Acrochaetium cymopoliae Børgesen, 1927
- Acrochaetium cytophagum (Rosenvinge) G.Hamel, 1927
- Acrochaetium delisea Aziz, 1965
- Acrochaetium dictyopteridis Hamel & Hamel-Joukov, 1931
- Acrochaetium discoideum Børgesen, 1924
- Acrochaetium distichosporum Dawson, Acleto & Foldvik, 1964
- Acrochaetium domerguei Hamel & Hamel-Joukov
- Acrochaetium dotyi I.A.Abbott, 1962
- Acrochaetium doumerquei Hamel & Hamel-Joukov, 1931
- Acrochaetium drewiae Baardseth, 1941
- Acrochaetium drewii Baardseth
- Acrochaetium duboscqii Feldmann, 1935
- Acrochaetium dufourii (Collins) Borgesen, 1915
- Acrochaetium dumontiae (Rosenvinge) G.Hamel, 1927
- Acrochaetium dwarkense Børgesen, 1932
- Acrochaetium eastwoodae (Setchell & N.L.Gardner) Papenfuss, 1945
- Acrochaetium effusum Levring, 1953
- Acrochaetium endozoicum (Darbishire) Batters, 1902
- Acrochaetium entophyticum Batters, 1902
- Acrochaetium epispiculum A.B.Joly & Cordeiro, 1963
- Acrochaetium epizooicum A.A.Aleem
- Acrochaetium erectum Børgesen, 1932
- Acrochaetium ernothrix Børgesen, 1915
- Acrochaetium extensum Ercegovic, 1957
- Acrochaetium fernandezianum (Levring) Papenfuss, 1947
- Acrochaetium flexuosum Vickers, 1905
- Acrochaetium fuegiense Kylin, 1919
- Acrochaetium galaxaurae Aziz, 1965
- Acrochaetium globosum Børgesen, 1915
- Acrochaetium grandis (Levring) Papenfuss, 1947
- Acrochaetium grateloupiae E.Y.Dawson, 1950
- Acrochaetium hamelii Feldmann, 1931
- Acrochaetium hancockii (E.Y.Dawson) Papenfuss, 1945
- Acrochaetium hauckii Schiffner, 1916
- Acrochaetium hlulekaense Stegenga, 1985
- Acrochaetium homorhizum Børgesen
- Acrochaetium hormorhizum Børgesen, 1915
- Acrochaetium howei (Yamada) Papenfuss, 1945
- Acrochaetium hoytii F.S.Collins, 1908
- Acrochaetium humile (Rosenvinge) Børgesen, 1915
- Acrochaetium hummii Aziz, 1965
- Acrochaetium imitator I.A.Abbott, 1962
- Acrochaetium immersum (Rosenvinge) G.Hamel, 1927
- Acrochaetium inclusum (Levring) Papenfuss, 1945
- Acrochaetium incrassatum Ercegovic, 1957
- Acrochaetium indicum Raikwar
- Acrochaetium inkyui Y.-P.Lee, 1987
- Acrochaetium interpositum (Heydrich) Børgesen, 1915
- Acrochaetium irregulare (Reinsch)
- Acrochaetium islamii Aziz, 1965
- Acrochaetium iyengarii Børgesen, 1933
- Acrochaetium jamaicense V.J.Chapman, 1963
- Acrochaetium japonicum Papenfuss, 1945
- Acrochaetium klulekaense Stegena
- Acrochaetium krusadii Børgesen, 1937
- Acrochaetium kuckuckianum G.Hamel, 1927
- Acrochaetium kurilense (Nagai) Papenfuss, 1947
- Acrochaetium kurogii (Y.P.Lee & Lindstrom) Y.P.Lee & I.K.Lee, 1988
- Acrochaetium kylinii G.Hamel, 1927
- Acrochaetium kylinioides Feldmann, 1958
- Acrochaetium laminariae Feldmann, 1954
- Acrochaetium lauterbachii (F.Schmitz & Heydrich) Hamel, 1927
- Acrochaetium laxum I.A.Abbott, 1962
- Acrochaetium leptonemoides Levring, 1955
- Acrochaetium levringii Papenfuss, 1947
- Acrochaetium liagorae Børgesen, 1915
- Acrochaetium liagoraefilum Børgesen, 1937
- Acrochaetium liagoroides Børgesen, 1937
- Acrochaetium lorrain-smithiae (Lyle) L.Newton, 1931
- Acrochaetium luxurians (J.Agardh ex Kützing) Nägeli, 1862
- Acrochaetium macropoda P.J.L.Dangeard, 1953
- Acrochaetium macropus Kylin, 1919
- Acrochaetium macula (Rosenvinge) G.Hamel, 1927
- Acrochaetium madinae Hamel & Hamel-Joukov, 1931
- Acrochaetium madininae Hamel & Hamel-Joukov
- Acrochaetium magnificum (Drew) Papenfuss, 1945
- Acrochaetium mahumetanum G.Hamel, 1927
- Acrochaetium maluinum G.Hamel, 1927
- Acrochaetium manorense P.Anand, 1943
- Acrochaetium mauritianum Børgesen, 1942
- Acrochaetium mediterraneum (Levring) Athanasiadis, 2003
- Acrochaetium microfilum C.-C.Jao, 1936
- Acrochaetium microscopicum (Nägeli ex Kützing) Nägeli, 1858
- Acrochaetium minutum (Suhr) G.Hamel, 1927
- Acrochaetium mirabilis (Suhr) Nägeli, 1862
- Acrochaetium molinieri Coppejans & Boudouresque, 1976
- Acrochaetium molle (Pilger) Hamel, 1927
- Acrochaetium moniliforme (Rosenvinge) Børgesen, 1915
- Acrochaetium multisporum Børgesen, 1937
- Acrochaetium netrocarpum Børgesen, 1915
- Acrochaetium nitidulum I.A.Abbott, 1962
- Acrochaetium nitophyllii (Levring) Papenfuss, 1945
- Acrochaetium opetigenum Børgesen, 1915
- Acrochaetium pacificum Kylin, 1925
- Acrochaetium pallens (Zanardini) Nägeli, 1862
- Acrochaetium papenfussii I.A.Abbott, 1962
- Acrochaetium parvulum (Kylin) Hoyt, 1920
- Acrochaetium penetrans (Levring) Papenfuss, 1945
- Acrochaetium phacelorhizum Børgesen, 1915
- Acrochaetium phuquocense Pham Hoàng Hô
- Acrochaetium phuquocensis Pham-Hoàng Hô, 1969
- Acrochaetium plumosum (K.M.Drew) G.M.Smith, 1944
- Acrochaetium polysporum M.A.Howe, 1914
- Acrochaetium posidoniae (Zanardini) Nägeli, 1861
- Acrochaetium pseudo-erectum Pham-Hoàng Hô, 1969
- Acrochaetium pubes (Agardh) Nägeli, 1861
- Acrochaetium pulchellum Børgesen, 1915
- Acrochaetium pulvereum Nägeli, 1862
- Acrochaetium pulvinatum Levring
- Acrochaetium pusillum Feldmann, 1954
- Acrochaetium radians G.Hamel, 1927
- Acrochaetium ralfsiae Børgesen, 1924
- Acrochaetium reductum (Rosenvinge) G.Hamel, 1927
- Acrochaetium reniforme Aziz, 1965
- Acrochaetium repens Børgesen, 1915
- Acrochaetium reticulatum (Batters) Papenfuss, 1945
- Acrochaetium robustum Børgesen, 1915
- Acrochaetium rongelapense I.A.Abbott, 1950
- Acrochaetium roseolum (Crouan) Nägeli, 1861
- Acrochaetium ryukyuense (Nakamura) Papenfuss, 1945
- Acrochaetium sagraeanum (Montagne) Bornet, 1904
- Acrochaetium sanctae-mariae (Darbishire) G.Hamel, 1927
- Acrochaetium sancti-thomae Børgesen, 1915
- Acrochaetium sargassicaulinus Noda, 1971
- Acrochaetium scapae (Lyle) Papenfuss, 1945
- Acrochaetium secundatum (Lyngbye) Nägeli, 1858
- Acrochaetium seiriolanum (Harvey-Gibson) Hamel, 1927
- Acrochaetium seriasporum (E.Y.Dawson) J.N.Norris, 2014
- Acrochaetium sertulariae Jaasund, 1965
- Acrochaetium sessile (Nakamura) Y.-P.Lee, 1993
- Acrochaetium sparsum (Harvey) Nägeli, 1862
- Acrochaetium spathoglossi Børgesen, 1937
- Acrochaetium spermatochni J.Feldmann, 1954
- Acrochaetium spongicola Weber-van Bosse, 1921
- Acrochaetium stilophorae (Levring) Kylin, 1944
- Acrochaetium stypopodiae Aziz, 1965
- Acrochaetium subpinnatum Bornet ex G.Hamel, 1927
- Acrochaetium subseriatum Børgesen, 1932
- Acrochaetium subseriatum C.-C.Jao, 1936
- Acrochaetium subsimplex Levring, 1953
- Acrochaetium tenuissimum (Collins) Papenfuss, 1945
- Acrochaetium terminale (Nakamura) Y.-P.Lee, 1987
- Acrochaetium trichogloeae Børgesen, 1952
- Acrochaetium tuticorinense Børgesen, 1937
- Acrochaetium unifilum C.-C.Jao, 1936
- Acrochaetium unipes Børgesen, 1915
- Acrochaetium vinculoides (Heydrich) Okamura, 1932